# Григорьева, Екатерина Васильевна
Екатери́на Васи́льевна Григо́рьева (род. 21 апреля 1974, Волгоград), в девичестве Лещёва — российская легкоатлетка, специалистка по спринтерскому бегу. Выступала за сборную России по лёгкой атлетике в 1990-х и 2000-х годах, чемпионка Европы, многократная победительница и призёрка первенств национального значения, участница летних Олимпийских игр в Атланте. Представляла Волгоградскую область. Заслуженный мастер спорта России (2006).

## Биография
Екатерина Лещёва родилась 21 апреля 1974 года в Волгограде.
Начала заниматься бегом в возрасте 11 лет под руководством Олега Владимировича Акимова. Позже была подопечной заслуженного тренера Владимира Николаевича Типаева. Состояла волгоградском спортивном обществе Профсоюзов и в ЦСКА.
Дебютировала на международном уровне в сезоне 1992 года, когда вошла в состав Объединённой команды, собранной из спортсменов бывших советских республик, и выступила на мировом первенстве среди юниоров в Сеуле — в эстафете 4 × 100 метров вместе со своими партнёршами сошла с дистанции, тогда как в эстафете 4 × 400 метров показала в финале восьмой результат.
После распада Советского Союза представляла российскую национальную сборную. Так, в 1993 году стартовала на юниорском европейском первенстве в Сан-Себастьяне, где стала серебряной призёркой в эстафете 4 × 400 метров.
В 1994 году на молодёжном Кубке Европы в Остраве была лучшей в беге на 200 метров и в эстафете 4 × 100 метров. В этом сезоне вышла на взрослый уровень, в частности на двухсотметровой дистанции взяла бронзу на взрослом чемпионате России в Санкт-Петербурге, дошла до стадии полуфиналов на чемпионате Европы в Хельсинки (также вместе с российской командой стала второй в эстафете 4 × 100 метров, но принимала участие исключительно в предварительном квалификационном забеге).
На домашнем зимнем чемпионате России 1995 года в Волгограде одержала победу в беге на 60 и 200 метров, затем отметилась выступлением на чемпионате мира в помещении в Барселоне. На летнем чемпионате России в Москве получила золото и серебро на дистанциях 100 и 200 метров соответственно. Участвовала в чемпионате мира в Гётеборге и в Кубке Европы в Лилле — во втором случае финишировала второй в индивидуальном беге на 100 метров и победила в эстафете 4 × 100 метров.
В 1996 году на чемпионате России в Санкт-Петербурге взяла бронзу в беге на 200 метров. По итогам чемпионата удостоилась права защищать честь страны на Олимпийских играх в Атланте — в программе эстафеты 4 × 100 метров вместе с соотечественницами Галиной Мальчугиной, Натальей Помощниковой-Вороновой и Ириной Приваловой стала в финале четвёртой.
После атлантской Олимпиады Лещёва осталась в составе российской национальной сборной и продолжила принимать участие в крупнейших международных стартах. Так, в 1997 году на зимнем чемпионате России в Волгограде она стала серебряной призёркой в беге на 60 и 200 метров, затем отправилась на чемпионат мира в помещении в Париже, где на двухсотметровой дистанции финишировала в финале пятой. На летнем чемпионате России в Туле была лучшей в дисциплинах 100 и 200 метров. Побывала на чемпионате мира в Афинах — стала четвёртой в беге на 200 метров и пятой в эстафете 4 × 100 метров. Помимо этого, в дисциплине 200 метров одержала победу на Универсиаде в Катании, в эстафете 4 × 100 метров была лучшей на Кубке Европы в Мюнхене.
В 1998 году на чемпионате России в Москве взяла бронзу в беге на 200 метров, в то время как на Кубке Европы в Санкт-Петербурге победила в эстафете 4 × 100 метров. На Играх доброй воли в Нью-Йорке стала восьмой на дистанции 200 метров и третьей в эстафете 4 × 100 метров.
На зимнем чемпионате России 2000 года в Волгограде стала серебряной призёркой в беге на 200 метров, после чего в той же дисциплине завоевала бронзовую медаль на чемпионате Европы в помещении в Генте.
В 2001 году на чемпионате России в Туле победила в беге на 100 и 200 метров. На последовавшем чемпионате мира в Эдмонтоне провалила допинг-тест и была дисквалифицирована на два года.
После достаточно длительного перерыва, связанного с отстранением от участия в соревнованиях и рождением дочери Ирины, в сезоне 2005 года вернулась в большой спорт, уже под фамилией Григорьева выиграла зимний чемпионат России в Волгограде в беге на 60 метров. В той же дисциплине представляла страну на чемпионате Европы в помещении в Мадриде, где дошла до полуфинала.
В 2006 году на чемпионате России в Туле победила в беге на 100 метров. На чемпионате Европы в Гётеборге получила серебряную награду в дисциплине 100 метров и золотую награду в эстафете 4 × 100 метров. Также в эстафете была второй на Кубке мира в Афинах. По итогам сезона за победу на чемпионате Европы была удостоена почётного звания «Заслуженный мастер спорта России».
На чемпионате России 2007 года в Туле стала серебряной призёркой в беге на 100 метров, позже участвовала в чемпионате мира в Осаке.
В 2008 году на чемпионате России в Казани в составе команды Волгоградской области выиграла серебряную медаль в эстафете 4 × 100 метров.
На чемпионате России 2009 года в Волгограде с волгоградской командой одержала победу в эстафете 4 × 100 метров.